# Trojizko-Charzysk
Trojizko-Charzysk (ukrainisch Троїцько-Харцизьк; russisch Троицко-Харцызск/Troizko-Charzyssk) ist eine Siedlung städtischen Typs im Osten der Ukraine in der Oblast Donezk mit etwa 1000 Einwohnern, durch den Ort fließt der Fluss Krynka.
Die Siedlung städtischen Typs befindet sich im Südosten des Stadtgebiets von Charzysk, etwa 12 Kilometer vom Stadtzentrum und 28 Kilometer östlich vom Oblastzentrum Donezk entfernt an der Bahnstrecke zwischen Ilowajsk und Tores gelegen.
Verwaltungstechnisch gehört der Ort zur Stadtgemeinde von Charzysk und bildet hier wiederum zusammen mit den 4 anderen Siedlungen städtischen Typs Pokrowka, Schachtne, Schyroke und Wojkowe sowie dem Dorf Piwtsche (Півче) eine Siedlungsratsgemeinde.
Der Ort wurde 1786 gegründet und hat seit 1940 den Status einer Siedlung städtischen Typs. Im Verlauf des Ukrainekrieges wurde der Ort 2014 durch Separatisten der Volksrepublik Donezk besetzt.